# WASP-17
WASP-17 (Dìwö) – gwiazda w gwiazdozbiorze Skorpiona, odległa o około 1340 lata świetlne od Słońca. Jest to żółtobiała gwiazda typu widmowego F4. Wokół WASP-17 orbituje planeta WASP-17b.

## Układ planetarny
W 2009 roku na orbicie wokół WASP-17 odkryto planetę WASP-17b. Odkrycia dokonano metodą tranzytu w ramach projektu SuperWASP. 

## Nazwa
Gwiazda ma nazwę własną Dìwö, która w języku bribri, rdzennych mieszkańców Kostaryki, oznacza słońce większe niż nasze, które nigdy nie gaśnie. Nazwa została wyłoniona w konkursie zorganizowanym w 2019 roku przez Międzynarodową Unię Astronomiczną w ramach stulecia istnienia organizacji. Uczestnicy z Kostaryki mogli wybrać nazwę dla tej gwiazdy. Spośród nadesłanych propozycji zwyciężyła nazwa Dìwö dla gwiazdy i Ditsô dla planety.